# Karneios
Karneios (altgriechisch Κάρνειος Kárneios, deutsch ‚Widder‘) war ein  Gott der Dorer oder der Einwohner des Peloponnes. Nach einem Gedicht der Praxilla galt er als der Sohn des Zeus und der Europa und wurde von Apollon und Leto aufgezogen. Später verschmolz er mit Apollon zu Apollon Karneios.

## Verbreitung des Kults
Apollon Karneios wurde in Griechenland in Sparta, Sikyon, auf Thera und Kos verehrt, aber auch in den Kolonien Magna Graecia und Kyrene. In Sparta wurden die Karneen im Monat Karneios (August) eines jeden Jahres durchgeführt. Pausanias berichtet von Heiligtümern in Sikyon, Sparta, Gythion, Las, Kardamyli und Pharai. Tönnies vermutete ihn auch als die noch vor dem Zeus Ammon verehrte Gottheit im nordafrikanischen Siwa. Bei Andania in Messenien lag der Karnasische Hain und auch bei arkadischen Megalopolis gab es Karnasien (Singular: Karnasion oder Karnasium). Hierbei handelt es sich um einen dem Apollon Karneios heiligen Hain.

## Ursprung
Eitrem sieht den Gott als „vor-dorisch“ an.
Über den Ursprung des Kultes gibt es verschiedene Mythen:
- In Sikyon berichtete man von einem Seher namens Karnos aus Akarnanien. Dieser wurde von Hippotes, dem Sohn des Phylas, bei der dorischen Invasion getötet. Das Heer der Dorier wurde deshalb von Unheil heimgesucht. Hippotes wurde verbannt und dem Gott Apollon Karneios wurde geopfert.
- In Sparta verehrte man Karneios, der hier auch Oiketas genannt wurde, schon vor der Ankunft der Dorier. So berichtet Pausanias von Krios, einem achaiischen Seher des Karneios aus Sparta.
- Eine andere Variante besagt, dass die Griechen zum Bau des Trojanischen Pferds im Ida-Gebirge Kornelkirschbäume (κράνεια) fällten. Als sie erfuhren, dass dieser Baum dem Apollon heilig war, opferten sie dem Gott mit dem Beinamen Karneios.